# Jurij Georgievič Šargin
Jurij Georgievič Šargin (in russo Юрий Георгиевич Шаргин?; Ėngel's, 20 marzo 1960) è un cosmonauta russo.

## Biografia
Jurij Georgievič Šargin è nato il 20 marzo 1960 a Ėngel's (Oblast' di Saratov, Russia).
Si è diplomato all'accademia di Ingegneria Militare di Leningrado per l'Aeronautica e l'Astronautica. Ha il grado di tenente colonnello; è divorziato ed ha due figli.
È stato selezionato come cosmonauta del GCTC il 9 febbraio del 1996 e scelto come ingegnere di volo nel 2004 per la missione spaziale della Sojuz TMA-5 verso la Stazione spaziale internazionale.